# 百八円の恋
「百八円の恋」（ひゃくはちえんのこい）は、クリープハイプのメジャー6枚目のシングル。2014年度3作目のシングルとして前作「エロ／二十九、三十」から4か月ぶりの2014年11月5日に、ユニバーサルミュージックジャパンより発売された。初回限定盤には特典DVDが付属。

## 概要
武正晴監督の映画『百円の恋』のシナリオを読み、尾崎世界観が書き下ろした曲で同映画の主題歌となっている。
タイトルの「百八円」は、本作発表当時の日本における消費税額（8%、100円につき8円）にちなむ。尾崎世界観は、「100円を俯瞰で見た場合、消費税ってすごく邪魔なものというか、出鼻をくじかれるというか。（八円に）目がいくのは、そういう性格があるのかもしれないですね」と語る。
ミュージックビデオは、松居大悟が監督を務め、全編8ミリフィルムで撮影された。
オリコンウィークリーチャート初登場14位と、前作の最高順位や初動売り上げ枚数を遥かに下回り、メジャーデビュー以来初のトップ10入りを逃した作品となった。

## 収録曲

### CD
| 全作詞・作曲: 尾崎世界観。 |                                                                         |            |            |      |
| #                          | タイトル                                                                | 作詞       | 作曲・編曲 | 時間 |
| 1.                         | 「百八円の恋」(武正晴監督の映画『百円の恋』主題歌。)                    | 尾崎世界観 | 尾崎世界観 | 3:38 |
| 2.                         | 「君の部屋」                                                            | 尾崎世界観 | 尾崎世界観 | 2:22 |
| 3.                         | 「ラジオ」(文化放送「白石聖のわたくしごとですが…」エンディングテーマ。) | 尾崎世界観 | 尾崎世界観 | 4:13 |
| 合計時間:                  | 合計時間:                                                               | 10:13      |            |      |

### DVD(初回限定盤のみ)
「くそバレー2014」（約68分）
- 中学生時代にバレー部で万年補欠だった尾崎世界観が、その過去の傷を消すためにバンドのメンバーたちと特訓し、試合に出て一緒に戦う様子が収録されている。また、コーチ役として川合俊一が出演している。